# David Baker (cyclisme)
Pour les articles homonymes, voir David Baker.
David Baker (né le 30 décembre 1965) à Sheffield dans le Yorkshire du Sud, est un coureur cycliste anglais, spécialiste du cyclo-cross et du VTT. Il ne doit pas être confondu avec son homonyme, spécialiste du cyclisme sur piste.

## Palmarès en VTT

### Jeux olympiques
- Atlanta 1996
  - 15e du cross-country

### Championnats du monde
- Bromont 1992
  -  Médaillé de bronze du championnat du monde de cross-country

### Coupe du monde
- 1992
  - 3e de la manche de Strathpeffer
- 1993
  - Vainqueur de la manche de Plymouth
- 1995
  - 2e de la manche de Mount Snow et 3e de la manche de Madrid
- 1996
  - 2e de la manche de Lisbonne

### Championnats de Grande-Bretagne
- 1981
  - 3e du cross-country cadets
- 1992
  -  Champion de Grande-Bretagne de cross-country
- 1993
  -  Champion de Grande-Bretagne de cross-country
- 1994
  -  Champion de Grande-Bretagne de cross-country

### Autres
- 1989
  - Londres
- 1992
  - British Mountain National Points Series

## Palmarès en cyclo-cross
- 1992
  - 9e du championnat du monde de cyclo-cross
- 1993
  - 2e du championnat de Grande-Bretagne de cyclo-cross
- 1997
  - B.C.- C.A. International